# The Hidden Blade
The Hidden Blade, auch Das verborgene Schwert, (jap. 隠し剣 鬼の爪, Kakushi Ken: Oni no Tsume, dt. „Das verborgene Schwert: Die Klauen des Dämons“) ist ein japanisches Historiendrama von Regisseur Yōji Yamada aus dem Jahr 2004, das auf einer Kurzgeschichte gleichen Namens aus Shūhei Fujisawas Kakushi Ken Shūfūshō (隠し剣秋風抄) basiert. Im Mittelpunkt der Handlung stehen mehrere Samurai in der Zeit der Öffnung Japans gegenüber dem Ausland und damit der Beendigung der Isolationspolitik.
Der Film ist ein Teil von Yamadas sogenannter „Samurai-Trilogie“, die folgende Werke umfasst: Samurai der Dämmerung (2002), The Hidden Blade (2004) und Love and Honor – Bushi no ichibun (2006). Entgegen den üblichen Genrethemen wie dem Heldentum fokussiert Yamada in den drei Inszenierungen auf Samurai, die, von Schicksalsschlägen gebeutelt, in Armut und beruflicher Stagnation leben.
Der Samuraifilm lief im Wettbewerb der 55. Berlinale, wo er am 15. Februar 2005 auch seine Deutschland-Premiere erlebte. Die Erstausstrahlung im deutschen Free-TV erfolgte am 21. Januar 2010 unter dem Titel Das verborgene Schwert.

## Handlung
In der zweiten Hälfte des 19. Jahrhunderts befindet sich Japan am Scheideweg zwischen festgefahrenem Ständesystem und einer politischen Öffnung zum Westen. Der feudalen Oberschicht der Samurai droht der Verlust ihrer Rechte, ihre Ära neigt sich dem Ende entgegen.
Munezo Katagiri ist ein kleiner und unbedeutender Provinz-Samurai, der ein ruhiges und beschauliches Leben fernab der Hauptstadt Edo führt. Gemeinsam mit seiner jüngeren Schwester Shino, seiner alten Mutter und dem jungen, aus einfachen Verhältnissen stammenden Dienstmädchen Kie, bewohnt er ein bescheidenes Anwesen. Als Shino nach der Heirat mit einem befreundeten Samurai das Elternhaus verlässt, Hausmädchen Kie in eine Händler-Familie einheiratet und die Mutter verstirbt, sieht sich der unverheiratete Munezo mit einer notwendigen Neubewertung seines alltäglichen Lebens konfrontiert.
Drei Jahre später begegnet der Hauptdarsteller zufällig der abgemagerten Kie, derer er sich voller Sorge wieder annimmt. In das ehemalige Dienstmädchen ist Munezo seit jeher verliebt, aufgrund des herrschenden Standesunterschiedes kann er sie jedoch nicht heiraten. Als er von Kies unmenschlicher Behandlung und Mangelernährung erfährt, greift er kurzerhand ein und befreit sie aus dem Haus der Händlerfamilie. Im Anschluss erzwingt er die Einleitung der Scheidung und nimmt sie bei sich auf. Seine beherzte Anteilnahme, die ihm der strikte Samurai-Kodex eigentlich verbietet, stellt einen Verstoß bestehender Normen dar, so dass die Gesellschaft ihn fortan mit Ächtung straft.
Mit der wiedergenesenen Kie folgt eine kurze Phase des Glücks. Schließlich wird der soziale Druck auf Munezo so groß, dass er sich schweren Herzens von seiner Angebeteten trennt. Zeitlich versetzt wird Munezos langjähriger Gefährte, Samurai Yaichirō Hazama, der einst auszog, um in Edo Karriere zu machen, als vermeintlicher Verschwörer in der Hauptstadt verhaftet. Das rituelle Seppuku wird ihm verwehrt. Stattdessen soll er auf Befehl des zwielichtigen Lehnsherrn Hori als Gefangener in die Provinz seines Clans zurückkehren.
Ankläger Hori, zugleich ranghöchster Untersuchungsbeamter, folgt dem Verurteilten in die ländliche Region. Dort stellt er im Umfeld des Unasaka-Clans, dem auch Munezo angehört, Nachforschungen an. Schnell wird der aufsässige Munezo verdächtigt, ebenfalls ein Verschwörer zu sein. Der Beschuldigte fällt in Ungnade. Als man ihn drängt, den zwischenzeitlich entflohenen Yaichirō in einem Schwertkampf zu töten, willigt er ein. Mit einer List besiegt Munezo Yaichirō, ohne ihn aber zu töten. Die unstandesgemäße Ermordung des Samurai fällt hingegen einer mit modernen Feuerwaffen ausgestatteten Militäreinheit zu. Diese neuerliche Freveltat – zuvor demütigte Hori Yaichirōs leidenschaftlich kämpfende Frau – veranlasst Munezo, Hori als machtgierigen Schurken anzusehen. Der Protagonist rächt den Tod seines Schwertbruders und streckt den Lehnsherrn mit einem Beimesser nieder, ohne dafür zur Rechenschaft gezogen werden zu können.
Am Ende erscheint Munezos Leben sinnlos. Er quittiert den Dienst, entledigt sich aller Privilegien und gibt den Status des Samurai auf. Er bittet seine große Liebe Kie, ihn zu ehelichen und mit ihm auf Ezo im Norden des Landes ein neues Leben zu beginnen. Munezos Herzdame willigt glücklich ein.

## Kritiken
Das Lexikon des Internationalen Films bezeichnet das epische Drama als einen „prachtvoll ausgestatteten Bilderreigen“, der die „sich abzeichnende Zeitenwende mit feinen Andeutungen thematisiert“.

## Auszeichnungen
Japanese Academy Awards
- 2005: Elf Nominierungen: Bester Film, Beste Regie, Bestes Drehbuch, Bester Hauptdarsteller, Beste Hauptdarstellerin, Bester Nebendarsteller, Beste Musik, Beste Kamera, Bester Schnitt, Beste Beleuchtung und Bester Ton
- 2005: Auszeichnung in der Kategorie Bestes Szenenbild für Mitsuo Degawa und Yoshinobu Nishioka

Internationale Filmfestspiele Berlin
- 2005: Nominierung für den Goldenen Bären

Hochi Film Awards
- 2004: Auszeichnung in der Kategorie Beste Hauptdarstellerin für Takako Matsu

Mainichi Eiga Concours
- 2005: Auszeichnung in der Kategorie Beste Nebendarstellerin für Tomoko Tabata (ebenfalls für Blood & Bones)

Semana Internacional de Cine de Valladolid
- 2005: Nominierung für die Goldene Ähre